# Храм Андрея Первозванного на Ваганьковском кладбище
Храм Андрея Первозванного на Ваганьковском кладбище — православный храм в Пресненском районе Москвы, на Ваганьковском кладбище. Принадлежит к Центральному благочинию Московской епархии Русский Православной церкви. Здание церкви является объектом культурного наследия федерального значения.

## История
В 1824 году архитектор Афанасий Григорьев построил на Ваганьковском кладбище храм Воскресения Словущего. В 1822—1824 годах по проекту архитектора Александра Элькинского у входа на кладбище было построено два флигеля. В юго-западном флигеле (слева от входа) была открыта богадельня. В северо-восточном флигеле (справа от входа) разместилась часовня, а затем церковно-приходская школа.
В 1916 году здание церковно-приходской школы было перестроено в храм Андрея Первозванного. Под ним была устроена часовня для отпевания усопших. Средства для создания храма завещал благотворитель А. С. Лонгинов. Икону храму пожертвовало общество трезвости. Церковь была небольшой, она вмещала всего 350 человек. Освящение храма состоялось в мае 1916 года.
Вскоре после революции — в 1918 году — храм закрыли. Сперва в здании церкви размещалось общежитие, а затем различные кладбищенские службы. В советское время оба флигеля Ваганьковского кладбища были взяты на государственную охрану. В начале лета 1989 года было решено передать здание православной церкви. На восстановление церкви было собрано более 100 000 рублей. Реставрационные работы заняли около трёх месяцев и уже 21 октября 1989 года храм был освящён архиепископом Зарайским Алексием (Кутеповым).
С 1993 по 1998 годы в храме по согласованию с РПЦ проводила свои богослужения община ассирийской церкви, пока строился их храм на Дубровке.
Церковь приписана к храму Воскресения Словущего на Ваганьковском кладбище. При храме Андрея Первозванного действует воскресная школа. Церковь Андрея Первозванного на Ваганьковском кладбище является единственным храмом Андрея Первозванного, построенным в Москве до революции.

## Духовенство
- Настоятель храма — игумен Пётр
- Протоиерей Михаил
- Протоиерей Сергий
- Иерей Сергий
- Диакон Владимир[3]

## Святыни храма
- Икона святителя Николая Чудотворца
- Икона преподобного Серафима Саровского с частицей мантии
- Икона святителя Феофана Затворника с частицей мощей
- Икона святителя Иоанна Милостивого с частицей мощей
- Иконы Пресвятой Богородицы «Споручница грешных»
- Икона блаженной Матроны Московской с частицей её гроба
- Икона «Спас Нерукотворный»
- Икона Божией Матери «Всецарица»
- Икона Ваганьковских новомучеников
- Тихвинская икона Божией Матери
- Ярославская икона Божией Матери «Умиление»
- Икона Пресвятой Богородицы «О Всепетая Мати»[4]